# Charles Seymour (Historiker)
Charles Seymour (* 1. Januar 1885 in New Haven, Connecticut; † 11. August 1963 in Chatham, Massachusetts) war ein US-amerikanischer Historiker und Präsident der Yale University in den Jahren 1937–1951.
Er war der Sohn von Thomas Day Seymour (1848–1907) und Sarah Hitchcock Seymour (1846–1916).
Der Titel eines Bachelor of Arts wurde ihm von der University of Cambridge im Jahr 1904 verliehen, sowie 1908 ein spezieller B.A. von Yale, wo er auch ein Mitglied der Studentenverbindung Skull & Bones wurde. Später erwarb er sich den Master of Arts an der Cambridge-Fakultät (1909) und die Ph.D.-Graduierung in Yale im Jahre 1911. Am Berkeley College war er Vorstand, wo er im Jahre 1908 bei der Expansion und Interessenwahrung des Yale Residential College half. Er unterrichtete Geschichte in Yale von 1911 bis 1937, wobei er zwischenzeitlich zum Sterling Professor aufstieg; währenddessen war er als Nachfolger von James Rowland Angell auch Präsident dieser Institution. Unter seiner Präsidentschaft führte er verschiedene universitäre Seminare als Hauptfach ein, zum Beispiel American Studies. Zusätzlich war er Chef einer österreichisch-ungarischen Abteilung der American Commission to Negotiate Peace und als US-Delegierter bei der rumänischen, der jugoslawischen und der tschechoslowakischen-Länderkommission von 1919. 1938 wurde Seymour  in die American Academy of Arts and Sciences und 1939 in die American Philosophical Society gewählt.
Seymour verstarb in Chatham im Bundesstaat Massachusetts. Sein Sohn Charles Seymour, Jr. wurde Professor für Kunstgeschichte an der Yale University.

“We seek the truth and will endure the consequences.”

„Wir suchen die Wahrheit und werden die Konsequenzen ertragen.“